# ريناتو كورسيتي
ريناتو كورسيتي (بالإيطالية: Renato Corsetti) (ولد في روما في التاسع والعشرين من آذار عام 1941) هو لغوي إيطالي وناشط في الحركة الإسبرانتية والرئيس السابق لمؤسسة الإسبرانتو العالمية (إلى عام 2007)، وكذلك رئيس رابطة الإسبرانتو في إيطاليا منذ انتخابه لهذا المنصب في أيلول 2007 خلال مؤتمر الإسبرانتو الإيطالي.

## حياته
درس الاقتصاد واللغويات في الجامعة ثم عمل لعدة سنوات كمدير بنك في إيطاليا. عمل أستاذًا لعلم اللغة النفسي وعلم اللغة الاجتماعي في جامعة روما. 
عاش في إيطاليا مع زوجته أنّا لوينشتاين وابنيه وهما يتحدثان الإسبرانتو كلغة أم.

## الإسبرانتو
تعلم كورسيتي الإسبرانتو في منتصف ستينيات القرن العشرين وقد تقلد عدة مناصب في الحركة من بينها رئاسة المنظمة العالمية للشباب الناطق بالإسبرانتو TEJO وعضوية المؤسسة العالمية للإسبرانتو UEA ما بين الأعوام 1980 إلى 1986 ورئاسة المنظمة في الفترة الممتدة من عام 1998 إلى عام 2007، وكان عضوًا في أكاديمية الإسبرانتو.

## كتاباته
كتب كورسيتي الكثير من المقالات بالإسبرانتو وبالإيطالية حول اللغة والسياسة والإسبرانتو، وعلم اللغة النفسي واكتساب اللغة.

## وصلات خارجية
- حول انقراض اللغات والحضارات نسخة محفوظة 14 مارس 2007 على موقع واي باك مشين.
- عموده في مجلة Gxangalo